# Deuxième sécession de la plèbe
Sauf précision contraire, les dates de cet article sont sous-entendues « avant l'ère commune » (AEC), c'est-à-dire « avant Jésus-Christ ».
La deuxième sécession de la plèbe (449 av. J.-C.) se solde par une nouvelle insurrection sur l'Aventin suivie de la démission des tyrans les décemvirs.
Pendant près de dix ans, le Sénat patricien et les tribuns de la plèbe s'opposent autour du projet de la Lex Terentilia au sujet de la mise par écrit des lois et des droits des consuls, les principaux magistrats. En 451 av. J.-C., le premier décemvirat est créé et dix tables sont élaborées. L'année suivante, un second collège est mis en place pour compléter ces lois, toujours avec Appius Claudius Sabinus comme président.
Pendant cette seconde année, ces magistrats abusent du pouvoir et gouvernent avec despotisme, brimant la plèbe et ignorant le Sénat. Appius Claudius, le plus puissant d'entre eux, s'attire la haine du peuple. Au bout de l'année, ils ajoutent deux nouvelles tables aux précédentes, ce qui fait appeler ce code Loi des Douze Tables.
Après le 15 mai 449 av. J.-C., quoique leur mandat d’un an soit terminé et leur travail législatif achevé, les décemvirs gardent le pouvoir de leur propre autorité, s'entourent d'une garde nombreuse et étouffent toute protestation émanant de la plèbe. À la suite de deux crimes de la part des décemvirs, la plèbe se révolte et se retire en masse sur le mont Sacré, les soldats se mutinent et reviennent camper sur la colline face à Rome. Les décemvirs sont contraints de démissionner, le Sénat rétablit les anciennes magistratures, consulat et tribunat. De cette très grave crise, Rome retire les fondements de son droit, la Loi des Douze Tables. La loi est enfin rédigée et visible de tous. Mais inégalités entre patriciens et plébéiens demeurent fortes. 

## Sources